# RISC Single Chip

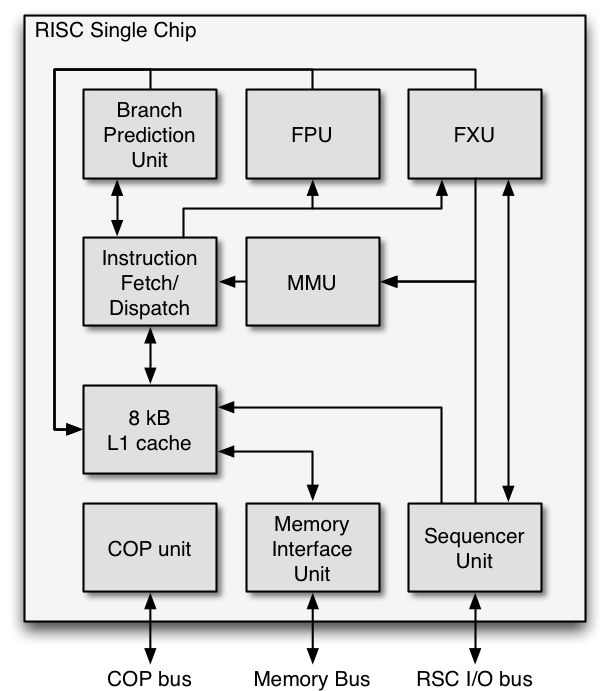
Az RSC csip logikai vázlata (FXU: fixed-point unit, fixpontos számítóegység)

A RISC Single Chip (rövidítve RSC) egy IBM gyártmányú mikroprocesszor, amely a cég POWER1 többcsipes CPU típusának csökkentett funkcionalitású változata. A processzort az RS/6000 számítógépcsalád belépő szintű gépeiben használták, konkrétan a Type 7011 sorozat Model 220 és Model 230 jelölésű gépeibe építették. A processzor egymillió tranzisztort tartalmaz, ami körülbelül 20%-a a POWER1-es processzor tranzisztorszámának. 33 és 45 MHz-es változatokban készült.
Összesen kilenc strukturális egységből áll, ezek közül három végrehajtó egység: egy fixpontos, egy lebegőpontos és egy elágazásfeldolgozó egység. A további részek: a 8 KiB egyesített adat- és utasítás gyorsítótár, a szorosan integrált memóriavezérlő és I/O egység és az utasításlehívó és -sorbaállító egység. A sínekhez a COP egység, a memóriainterfész és a szekvenszer egység kapcsolódik.

## Fordítás
Ez a szócikk részben vagy egészben  a   RISC Single Chip című olasz Wikipédia-szócikk ezen változatának fordításán alapul.  Az eredeti cikk szerkesztőit annak laptörténete sorolja fel. Ez a jelzés csupán a megfogalmazás eredetét és a szerzői jogokat jelzi, nem szolgál a cikkben szereplő információk forrásmegjelöléseként.